# Sangen om dig

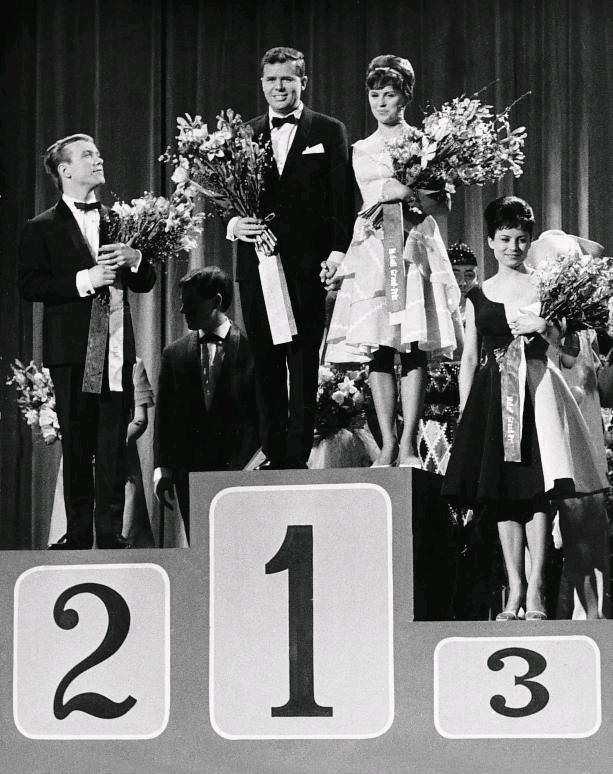
Bjørn Tidmand (izquierda), intérprete de la canción, junto a Birthe Wilke (derecha) y Grethe & Jørgen Ingmann (centro) en 1963.

«Sangen om dig» —[ˈsɑŋːe̞n ʌmˀ daɪ]; en español: «La canción sobre ti»— es una canción compuesta por Aksel V. Rasmussen e interpretada en danés por Bjørn Tidmand. Se lanzó como sencillo en 1964 mediante Odeon. Fue elegida para representar a Dinamarca en el Festival de la Canción de Eurovisión de 1964 tras ganar la final nacional danesa, Dansk Melodi Grand Prix 1964.

## Festival de Eurovisión

### Dansk Melodi Grand Prix 1964
Esta canción participó en la final nacional para elegir al representante danesa del Festival de la Canción de Eurovisión de 1964, celebrada el 15 de febrero de ese año en el Tivolis Koncertsal y presentada por Bent Fabricius-Bjerre. La votación se realizó mediante correo, y se reveló cinco días más tarde. En ese momento se habían recibido 233 465 votos. Finalmente, la canción «Sangen om dig» se declaró ganadora con 102 171 puntos.

### Festival de la Canción de Eurovisión 1964
Esta canción fue la representación danesa en el Festival de Eurovisión 1964. La orquesta fue dirigida por Kai Mortensen.
La canción fue interpretada 4ª en la noche del 21 de marzo de 1964 por Bjørn Tidmand, precedida por Noruega con Arne Bendiksen interpretando «Spiral» y seguida por Finlandia con Lasse Mårtenson interpretando «Laiskotellen». Al final de las votaciones, la canción había recibido 4 puntos, y quedó en 9º puesto de un total de 16.
Fue sucedida como representación danesa en el Festival de 1965 por Birgit Brüel con «For din skyld».

## Letra
La canción es una balada de amor, en la que el intérprete canta que la canción sobre su amante nunca acabará, y que es la «melodía de mi vida».

## Formatos
| Disco de vinilo 7" |                 |          |  |
| N.º                | Título          | Duración |  |
| 1.                 | «Sangen om dig» |          |  |
| 2.                 | «Ingen»         |          |  |

## Créditos
- Bjørn Tidmand: voz
- Aksel V. Rasmussen: composición
- Mogens Dam: letra
- Odeon: compañía discográfica

Fuente:

## Historial de lanzamiento
| Región      | Fecha         | Formato            | Discográfica | Ref.   |
| ----------- | ------------- | ------------------ | ------------ | ------ |
| Dinamarca   | 1964          | Disco de vinilo 7" | Odeon        | [ 1 ]  |
| Reino Unido | Abril de 1964 | Disco de vinilo 7" | Parlophone   | [ 12 ] |